# Hermenegildo Segrera
Hermenegildo Segundo Segrera Morán (Santa Marta, Colombia; 17 de junio de 1945) es un exfutbolista y técnico colombiano que jugaba como volante de marca. Es egresado de la Escuela Nacional del Deporte.
Segrera ostenta desde 1966 el récord de ser el futbolista colombiano en anotar un doblete con la Selección Colombia con menor edad. Sucedió por las eliminatorias a Inglaterra 66 donde le convirtió 2 goles a Chile en la ciudad de Santiago.

## Jugador[1]

### Inicios
Comenzó jugando aficionadamente en los equipos de Sastreria Cubana y Babaria en la ciudad de Santa Marta. Posteriormente va a la Selección de fútbol del Magdalena, donde se consolida y da el paso al profesionalismo.

### Junior de Barranquilla
Con tan solo 19 años de edad llega al Junior de Barranquilla donde era todo un referente y emblema, con el equipo barranquillero destaca tanto que es llamado a la Selección Colombia donde fue el capitán; juega con el tiburón desde la 1965 hasta 1971 un total de 235 partidos convirtiendo 2 goles.

### Millonarios
Después de un entrenamiento rutinario con el Junior tras disputar la Copa Libertadores Segrera recibe una llamada del doctor Gabriel Ochoa Uribe quien le dice que quiere contar con él para jugar en la capital, a lo cual no lo dudó, porque su padre era hincha de cuadro embajador y el mismo día viaja hasta Bogotá para formalizar su fichaje con cuadro azul.
Jugando entre 1971 y 1974 Segrera deja una gran huella para la hinchada anotando 4 goles de cabeza e incluso consagrándose campeón de la décima estrella del club conseguida en el Campeonato colombiano 1972. Además, hizo parte del récord de minutos sin recibir gol del arquero Otoniel Quintana.

“Millonarios será campeón

Millonarios será campeón
Con Segrera, Villano y Gómez.”

Fragmento de la canción Millonarios será campeón de la orquesta Billo's Caracas Boys en la que se referencia a Hermenegildo como una de las grandes figuras del equipo.

### Unión Magdalena
A pesar de ser una de las grandes figuras de Millonarios Segrera quería regresar a su natal Santa Marta luego de 10 años por fuera de ella. Así pues, ficha en calidad de cedido con Unión Magdalena por seis meses, pero se termina quedando 
hasta 1979 cuándo decide retirarse tras 14 años de actividad profesional.
En las temporadas de 1976 y 1977 fue uno de los futbolistas con más juegos disputados en la campaña con (40) y (44) encuentros respectivamente.

## Entrenador

### Unión Magdalena
Entre 1979 y 1982 es asistente técnico del argentino Perfecto Rodríguez en el Unión Magdalena. A mediados del Torneo Finalización 1983 Segrera debuta como entrenador en propiedad remplazando al uruguayo Ricardo de León, el siguiente 
año tan solo dirige en el Torneo Apertura 1984 siendo remplazado por Eduardo Julián Retat. ya que tiene serías discrepancias con del dueño del equipo (Eduardo Dávila Riascos).

### Sporting de Barranquilla
Tiempo después Segrera va al Sporting de Barranquilla donde dirigió en un periodo muy corto ya que se peleó con la junta directiva porque le querían imponer la nómina que tenía que usar.

## Formador
Luego de que su paso en la dirección técnica profesional no fuera el esperado Segrera se dedica a ser formador de jugadores en proyección, entre sus descubrimientos se encuentran: Jossymar Gómez y Luis Carlos Ruiz.

## Selección nacional
Con la Selección Colombia fue capitán y anotó 5 goles en 22 partidos desde 1966 hasta 1973.

### Goles en Selección
- Doblete a Chile en Santiago.
- 1 a Paraguay en Asunción.
- 1 a Venezuela en Bogotá.

## Clubes

### Como jugador
| Club                       | Temporada           | Liga | Liga  | Copa Libertadores | Copa Libertadores | Total | Total |
| Club                       | Temporada           | PJ.  | Goles | PJ.               | Goles             | PJ.   | Goles |
| -------------------------- | ------------------- | ---- | ----- | ----------------- | ----------------- | ----- | ----- |
| Junior · Colombia          | 1965-71             | 235  | 2     | 4                 | 0                 | 239   | 2     |
| Millonarios · Colombia     | 1971-74             | ?    | 4     | 12                | 0                 | +12   | 4     |
| Unión Magdalena · Colombia | 1974-79             | +84  | ?     | Inexequible       | Inexequible       | +84   | ?     |
| Total en su carrera        | Total en su carrera | +319 | +6    | 16                | 0                 | +335  | +6    |

### Como asistente técnico
| País     | Club            | Año       | PF de:             |
| -------- | --------------- | --------- | ------------------ |
| Colombia | Unión Magdalena | 1979-1982 | Perfecto Rodríguez |

### Como entrenador
| País     | Club            | Año        |
| -------- | --------------- | ---------- |
| Colombia | Junior (e)      | [ nota 1 ] |
| Colombia | Unión Magdalena | 1983-1984  |
| Colombia | Sporting        | ?          |

## Palmarés

### Campeonatos nacionales
| Título           | Club        | País     | Año  |
| ---------------- | ----------- | -------- | ---- |
| Primera División | Millonarios | Colombia | 1972 |